# Apowersoft
Apowersoftは、香港のソフトウェアメーカーで、WangXuテクノロジーのブランドの一つ。2010年に設立された同社は、マルチメディアや書類処理といったようなプログラムを公開している。2023年現在、100個以上の国・地域でサービスが使用されている。アプリ開発のほか、PCの各種問題の解決策を提示するブログも公開している。
有名なソフトとしては、2016年にリリースされたミラーリングソフト『ApowerMirror』が知られる。また、『ApowerREC』も同社の有名なソフトの一つ。デスクトップソフトのほか、無料オンラインツールも多数開発している。

## 沿革
2010年に、WangXuテクノロジーはAaronとHarryによって設立された。

## 関連ページ
- ApowerPDF
- Apowersoft PDFコンバーター